# Natividad
Natividad è una municipalità di quarta classe delle Filippine, situata nella Provincia di Pangasinan, nella regione di Ilocos.
Natividad è formata da 18 baranggay:
- Barangobong
- Batchelor East
- Batchelor West
- Burgos (San Narciso)
- Cacandungan
- Calapugan
- Canarem
- Luna
- Poblacion East
- Poblacion West
- Rizal
- Salud
- San Eugenio
- San Macario Norte
- San Macario Sur
- San Maximo
- San Miguel
- Silag